# Naubolus
Naubolus là một chi nhện trong họ Salticidae.